# Louis Schatteman
Louis Schatteman (Lichtervelde, 13 augustus 1901 – Oostduinkerke, 29 augustus 1986) was een Belgisch katholiek politicus.

## Biografie
Schatteman werd in Eernegem landbouwer. Hij werd er actief in de gemeentepolitiek en kwam in 1938 op op een katholiek-liberale kartellijst, vanwaar hij werd verkozen. Na de Tweede Wereldoorlog nam hij in 1946 weer deel aan de verkiezingen op eenzelfde kieslijst. Schatteman haalde nog meer stemmen en werd eerste schepen onder burgemeester Julien Boedts.
Door een ziekte van burgemeester Boedts werd Schatteman in 1948 dienstdoend burgemeester en toen Boedts in 1949 overleed werd Schatteman de burgemeestersfunctie aangeboden, maar hij weigerde en Boudewijn Vandervennet werd tot burgemeester benoemd. De samenwerking tussen de katholieken en de liberalen werd beëindigd en in 1952 stond Schatteman op een katholieke lijst. Bij de opeenvolgende verkiezingen van de jaren 50 en 60 haalde hij telkens meer voorkeurstemmen. In 1968 overleed burgemeester Vandervennet en werd Schatteman uiteindelijk burgemeester, wat hij tot 1971 bleef.
In 1970 kwam het in Eernegem tot een afscheuring binnen de katholieke lijst. Schatteman volgde schepen Omer Simoen naar de scheurlijst Christelijke Gemeentebelangen. In 1971 stapte Schatteman uit de gemeenteraad.
Louis Schatteman overleed in 1986.